# Mamarro
Mamarro ou les mamarroak sont des Ireluak ou génies de petite taille issus de la mythologie basque, ils aident les gens dans leurs tâches quotidiennes et protègent la famille dans laquelle ils vivent. C'est sous ce nom qu'ils sont surtout connus à Zarautz. Ils ressemblent à un humain ou à un animal, mais généralement ils sont semblables à des insectes. Ces génies sont également mentionnés du côté de Lesaka.

## Noms multiples de Mamarroak
Ces petits elfes portent les noms de Galtzagorriak, Prakagorriak, Famerijaleak à Kortezubi, Beharreztanak à Orozko, Aidetikakoak à Sare, Patuak ou Patuek à Ibarruri, Zaingorriak à Ordizia, Ximelgorriak à Abadiño, Mamaur ou Maimur à Leitza, Autzek à Zenarruza, Bestemutillak à Forua, Etxejaunak Ithurroitzen, Enemiguillos à Abezia,.
Tous ces génies sont soit la même créature, soit ils se ressemblent beaucoup, malgré les noms locaux.

## Croyances

### Mamarroak
- Les Mamarroak sont de très petites créatures, ils ressemblent à des insectes ou à de minuscules humains vêtus de pantalons rouges.
- Pour qu'une personne puisse accéder à ce genre de génies, elle doit placer un seau d'aiguille ou similaire entre les buissons la veille de la fête de la Saint-Jean. Il faut garder à l'esprit que dans la mythologie basque, les elfes sont généralement associés aux plante herbacée et aux fougères.

À Mungia, on dit qu'un bol à aiguilles doit être placé sur le mont Sollube, selon d'autres, à Artxanda. À Artaza, ils pensent que les Mamarruak doivent être ramassés à minuit la veille de Saint-Jean.
- On raconte à Zarautz qu'une fois des Mamarroak ont été achetés dans une boutique de Bayonne pour une demi-once d'or.
- On dit que quatre aiguilles rentrent dans chaque bol à aiguilles.
- Si vous ouvrez le couvercle du conteneur d'aiguilles dans lesquelles elles sont stockées, elles sortent et volent autour de la tête de leur propriétaire en rugissant "Que voulez-vous que nous fassions ?" demander encore et encore. Ils font le travail qu'on leur demande, même s'ils sont formidables.

### Mamurrak

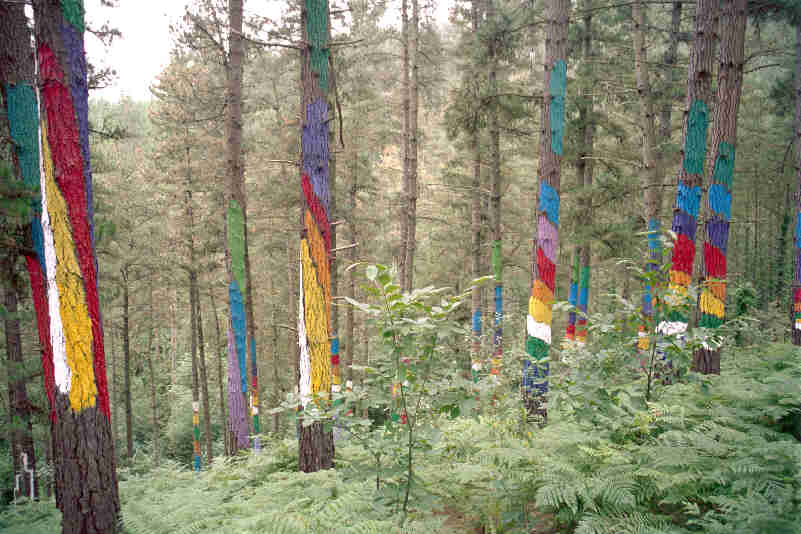
Des « Famerijaleak » se trouvent dans les forêts à Kortezubi.

Dans une légende de Zarautz (Guipuscoa) on assure qu'autrefois les mamur s'achetaient dans une boutique de Bayonne (Labourd) moyennant une once d'or.
Les Mamurrak sont de petits génies que l'on peut capturer, la nuit qui précède la Saint Jean, en posant un étui à épingles, ouvert, sur un buisson. Ils comme des insectes, des hommes minuscules, disent certains, avec des culottes rouges.
Ces génies sont comme des insectes, d'après ce que l'on croit dans de nombreux villages : on dirait des hommes minuscules, disent certains, ils ont des culottes rouges. Il en rentre quatre dans un étui. Quand on les libère, ils en sortent et commencent à tourner autour de la tête de leur propriétaires lui demandant sans cesse: "Que veux-tu que nous fassions ?". Ils réalisent alors très vite les travaux demandés, aussi invraisemblables soient-ils,.
Lorsqu'on évoque certaines personnes qui réalisent des prodiges ou des œuvres extraordinaires, tels les devins, les sorciers ou certains guérisseurs, on dit qu'ils possèdent mamurrak (les mamur en basque). Les gens les ont généralement dans des étuis, mais à Añès, on croit qu'on les a dans la manche d'une faucille. S'il se casse, les génies disparaissent.

#### Légendes
- A Kortezubi, un homme avait acheté les mamur à des fins personnelles. Il déplia le mouchoir dans lequel il les tenait et il leur demanda de faire tel travail. Ils le firent. Il leur demanda de faire un autre travail. Ils le firent aussi. Quand ils revinrent après avoir effectué le troisième travail, ils lui demandèrent: "Que ferons-nous ?". L'homme leur ordonna de porter de l'eau dans un crible. Les mamur ne purent réaliser ce travail et partirent.
- Un curé d'Aizpuru (Orozko) put se transporter à Madrid avec sa servante, grâce aux pouvoirs des mamur. Il assista à la corrida et revint immédiatement à son village.
- Dans une légende de Zarautz un bouvier avait fait le pari que ses bœufs tireraient une lourde pierre sur une distance plus grande que celle de ses rivaux. Il vit que ses animaux faiblissaient. Il était sur le point de perdre son pari. Il mit secrètement l'étui des mamur dans le joug, ce qui eut pour résultat de les faire aller beaucoup plus loin que les autres adversaires.
- Dans la montagne alavaise, le curé de Bargota, Juanis, est resté célèbre pour ses hauts faits et exploits qu'il réalisa grâce aux mamur, comme construire sa maison, faire envoler le troupeau d'un muletier (voir cette légende Le muletier de Bargota, attirer un vol de perdrix dans la boutique d'un potier... etc.
- On dit à Ataun qu'un homme était mort avant d'avoir payé ses dettes. Ses créanciers s'opposaient à l'inhumation de son corps tant qu'il n'avaient pas récupéré leur argent. Juanis, curé de Bargota, se présenta à eux et promit de payer les dettes au moyen de quelques moutons qu'il y avait dans les parages. Les comptes soldés, le cadavre du défunt fut enterré. Les créanciers s'en allèrent avec leurs moutons mais, dès qu'ils eurent dépassé la limite du village, ces derniers disparurent mystérieusement.

Il y a des gens qui gardent les mamur captifs jusqu'à la fin de leur vie. Mais ces gens-là ne peuvent pas mourir, ni adoucir leurs derniers instants, ni apaiser leurs angoisses durant leur agonie tant qu'ils ne font pas disparaître ces génies, ou qu'ils ne les ont pas vendus, ou donnés à quelqu'un. On dit, à Bedia, qu'une femme âgée, du quartier de Burtetza, agonisait depuis plusieurs jours. Le prêtre qui l'assistait se rendit compte que dans le lit de la moribonde il y avait un petit sac de mamur. Il le prit et le jeta au feu. Là, les petits génies disparurent avec de grands hennissements. Alors la vieille dame put mourir.
Ces thèmes qui tournent autour des Mamur constituent la version basque de récits et de croyances répandues bien au-delà de la Vasconie (actuelle Gascogne).

### Patuak
les Patuek ou Patuak est le mot basque désignant des génies familiers et des êtres mystérieux avec la collaboration desquels on réalise des travaux extraordinaires. Lorsque quelqu'un n'a guère de chance dans ses entreprises on dit :
« ez du orrek patu onik »
« celui-là n'a pas de bon patu ».
Patu signifie « destin » en basque. Le suffixe a désigne l'article: patua se traduit donc par « le destin ».